# 紫花糖芥
紫花糖芥（学名：Erysimum chamaephyton）为十字花科糖芥属下的一个种。

## 扩展阅读
- 維基物種上的相關：紫花糖芥